# یو سون-بوک
یو سون-بوک (انگلیسی: Yu Sun-bok؛ زادهٔ ۲ اوت ۱۹۷۰) یک بازیکن تنیس روی میز اهل کره شمالی است.
از افتخارات وی می‌توان به کسب مدال برنز دو نفره در بازی‌های المپیک تابستانی ۱۹۹۲ اشاره کرد.